# Hamo & Tribute 2 Love
Hamo & Tribute 2 Love je petčlanska ljubljanska blues-rock skupina. Sestavljajo jo vokalist in kitarist Matevž Šalehar - Hamo, bobnar Martin Janežič - Buco, klaviaturist Anže Zaveršnik, basist Uroš Škerl Kramberger in kitarist Peter Dekleva.

## Diskografija
Studijski albumi
- Dve (2013)
- Pol (na CD-ju kot Pol S) (2015)
- 3p (2017)
- 4K (2019)

Albumi v živo
- The Bootleg (2009)